# Catedral de sant Nicolau a Niça
La catedral de Sant Nicolau és un edifici religiós ortodox rus, situat a Niça, França. Es tracta d'una de les esglésies de majors dimensions fora de Rússia. La catedral es troba al centre de la ciutat, prop del bulevard Tsarévitx, al final de l'avinguda Nicolau II.
La catedral ha estat classificada com a monument històric segons l'ordenança de l'11 d'agost de 1987. Així mateix, també compta amb la distinció de «Patrimoni del segle XX», catalogació creada el 1999 per a assenyalar les edificacions contemporànies notables.

## Context històric
En motiu de la importància de la comunitat russa establerta a la ciutat de Niça durant la segona meitat del segle xix, es va decidir de construir una església russa.
Així doncs, la tsarina Alexandra Fedorovna organitzà una subscripció el 1856 i d'aquí en sorgú l'església de Sant Nicolau i Santa Alexandra, inaugurada tan sols tres anys més tard al carrer Longchamp. En aquell moment es tractava de la primera església russa construïda a l'Europa occidental. Val a dir, però, que l'edifici quedà ràpidament desfassat ja que no podia encabir a la colònia russa creixent.

### Procés constructiu

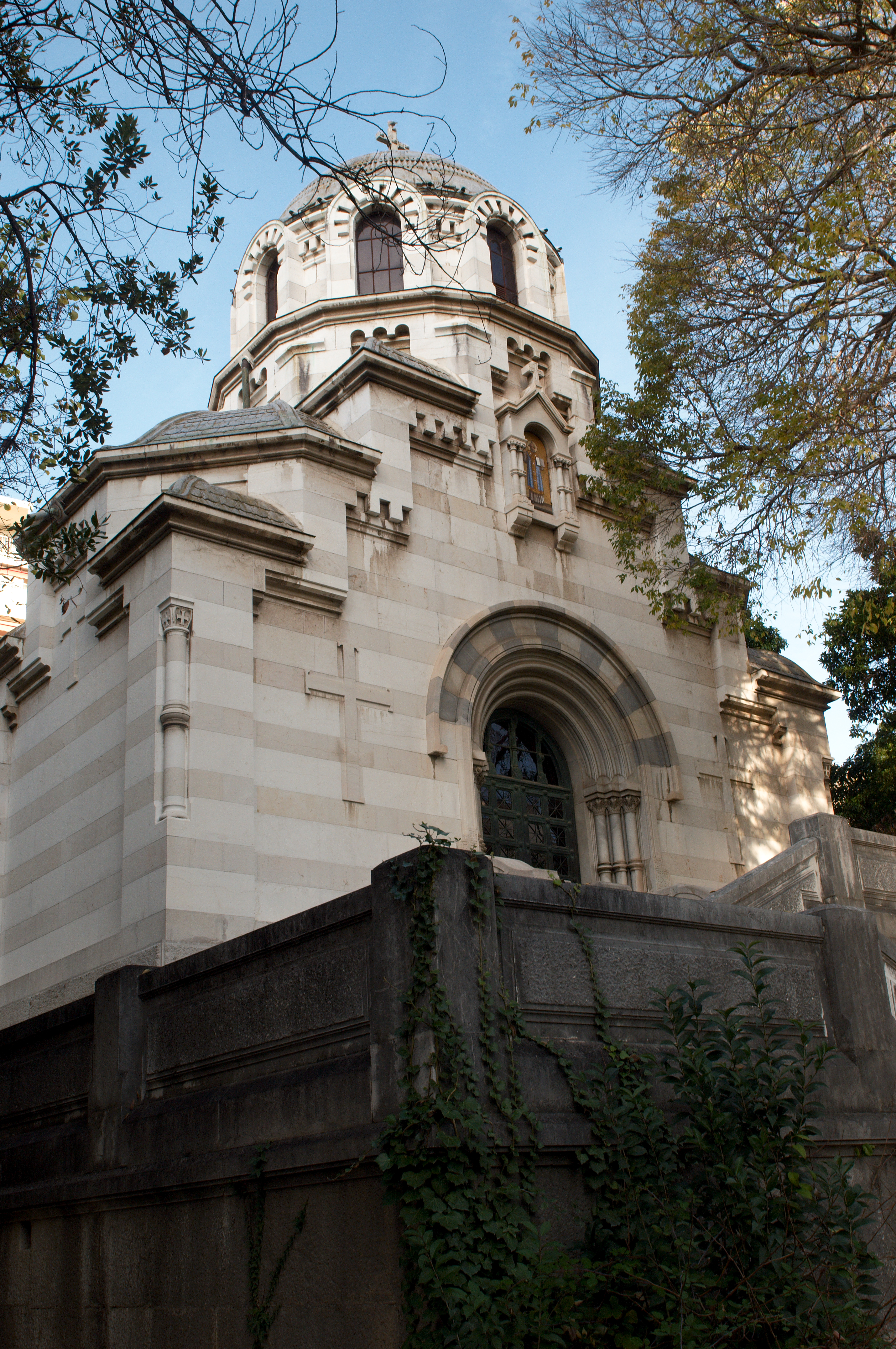
La capella del Tsarévitx Nicolau Alexandrovich de Rússia.

El 1865, el Tsarévitx Nicolau Alexandrovich, fill d'Alexandre II, mor amb tan sols vint anys com a conseqüència d'una meningitis mentre s'allotjava a la vila Bermond. Poc més tard d'aquest funest esdeveniment, Alexandre II adquirí la propietat per edificar-hi una capella en homenatge al seu fill difunt. L'arquitecte de l'edifici és en David Grimm.
L'any 1903, prop d'aquest oratori, s'iniciaren les obres de construcció d'una catedral, la futura catedral de Sant Nicolau, concebuda per l'arquitecte Mikhaïl Préobrajenski, professor d'arquitectura a l'Acadèmia Imperial de Belles Arts de Sant Petersburg. La catedral fou inaugurada l'any 1912.

### Gestió de la catedral
Del 1923 fins al 2010 la parròquia ortodoxa així com la catedral foren gestionades per una associació religiosa. Entre 1931 i 2011 el recinte depenia de l'Arquebisbat de les Esglésies Ortodoxes Russes d'Europa Occidental del Patriarcat Ecumènic de Constantinoble. No obstant això, des del 2011 es va unir a la diòcesi ortodoxa russa de Chersonès del Patriarcat de Moscou i de tota Rússia.

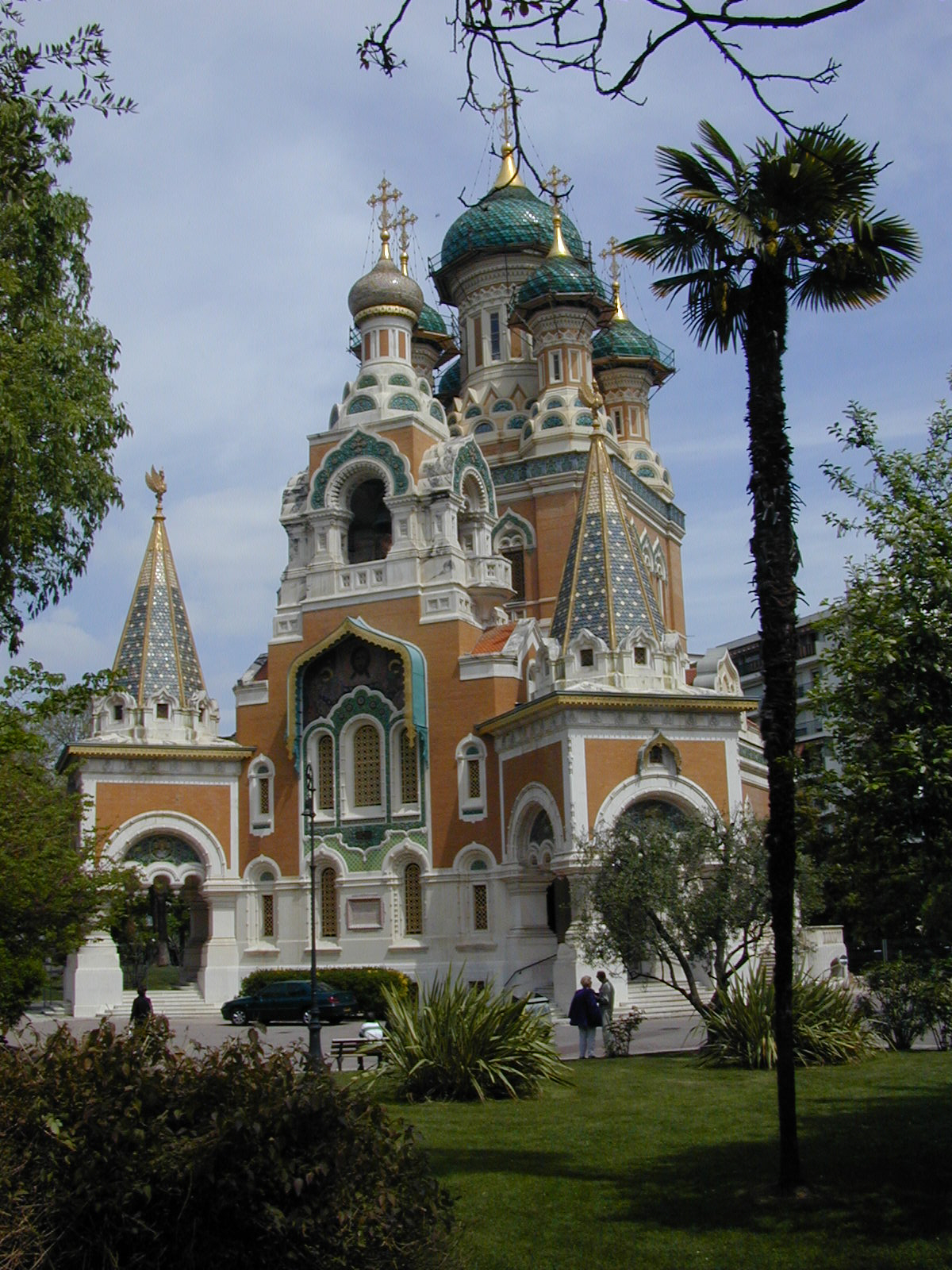
La catedral vista des d'un lateral.